# Claire Clairmont
Pour les articles homonymes, voir Clairmont.
Clara Mary Jane Clairmont communément connue sous le nom de Claire Clairmont, est née le 27 avril 1798 et est morte le 19 mars 1879 à Florence. Celle-ci est la fille de la belle-mère de Mary Shelley, femme de lettres, et la mère de Allegra, fille illégitime de Lord Byron.

## Biographie

### Jeunesse
Elle est l'un des deux enfants de Mary Jane Vial Clairmont. Son père, désigné sous le nom de Charles Clairmont par sa mère, n'est pas identifié avec certitude. On n'est pas sûr qu'il ait été marié avec Mary et celle-ci a peut-être adopté ce patronyme pour dissimuler le fait que ses enfants, Clara et Charles, étaient en fait illégitimes.
En décembre 1801, sa mère Mary Jane Clairmont épouse William Godwin. Ce dernier à cette époque a lui-même une fille, Mary et une belle-fille, Fanny Imlay.

## Arbre généalogique

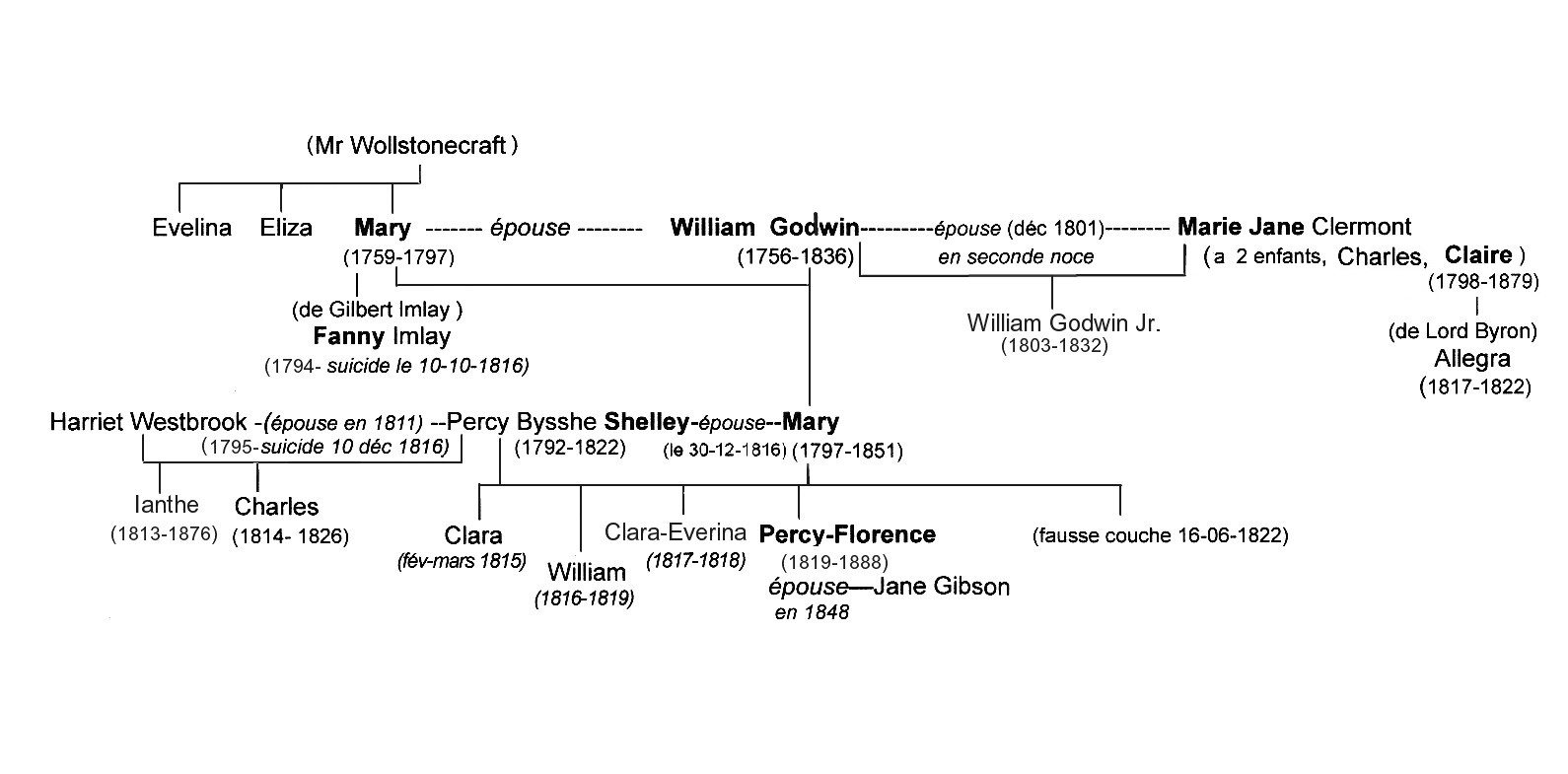
Arbre généalogique de Mary Shelley